# Hen Wlad Fy Nhadau
Hen Wlad Fy Nhadau (heːn wlɑːd və ˈn̥adaɨ̞) je velšská národní hymna. Název hymny pochází z jejího prvního verše a v doslovném překladu do češtiny znamená „stará země mých otců“. Píseň pochází z roku 1856 (původní název byl Glan Rhondda), autorem jejího textu je básník Evan James a hudbu k ní složil jeho syn James James. Nejstarší dochovaný rukopis písně je součástí sbírek Velšské národní knihovny v Aberystwythu.